# Publicidad de comida rápida
La publicidad de comida rápida es la promoción de comida rápida que se realiza a través de diferentes medios de comunicación. Las campañas publicitarias para la comida rápida no se regularizan tanto como para las de otros productos, como la publicidad del alcohol, pero frecuentemente hay llamamientos públicos para tratar de minimizar su promoción, especialmente cuando esta se dirige a menores.

## Intenciones de las campañas publicitarias
Las intenciones de las campañas publicitarias para restaurantes de comida rápida han cambiado con el tiempo. Muchas campañas modernas hacen énfasis en la disponibilidad de opciones saludables después de años de críticas por el efecto dañino que tienen las dietas de comida rápida. La concienciación sobre el comer sano y la obesidad han impactado negativamente los negocios de estos establecimientos, y con sus campañas publicitarias han intentado rectificar esto.

### Audiencia objetivo
Más recientemente, cadenas como Carl's Jr. y Burger King han dirigido su publicidad hacia un grupo demográfico diferente – jóvenes adolescentes y universitarios – con imágenes y mensajes modernos y por lo general sexualizados que buscan atraer la atención de la audiencia. En 2005, por ejemplo, Carl's Jr. debutó una publicidad controvertida en la que aparecía Paris Hilton en bikini contorsionándose sensualmente sobre un carro Bentley de lujo mientras comía una gran hamburguesa. Este anuncio provocó indignación en un gran número de grupos, pero las ventas de Carl's Jr. aumentaron impresionantemente.

## Métodos de publicidad
Los métodos más comunes por los que la comida rápida es promocionada incluyen:
- Comerciales de televisión
- Medios impresos
- Anuncios panorámicos
- Eventos patrocinados
- Posicionamiento de producto en películas y programas de televisión
- Marcas de ropa
- Anuncios que guían a los conductores o a los peatones dónde se encuentra un restaurante cercano

En febrero de 2005, McDonald's utilizó una campaña de marketing viral durante el Super Bowl XXXIX – Lincoln Fry. Dos tácticas de marketing usan el vuelo espacial. En 2001 fueron los primeros en entregar pizzas al espacio exterior cuando su comida sellada al vacío llegó a la Estación Espacial Internacional , solo un año después de acordar un trato para poner un aviso de pizza hut de 9.14 metros ubicado en el costado de un cohete no tripulado. .

## Regulaciones y crítica
Una de las áreas principales de la regularización a la que se enfrentan las compañías de comida rápida es la de la publicidad de comida chatarra dirigida a los niños. En el Reino Unido se propone que la Children's Food Bill regule fuertemente la publicidad de esta comida dirigida a los niños , y muchos otros países buscan introducir límites más estrictos para este tipo de publicidad. Pláticas entre la Agencia de Estándares Alimenticios (FSA, en inglés) y las compañías de comida rápida fueron iniciadas para trabajar juntos en un esfuerzo por mejorar la dieta de los niños, aunque Burger King se retiró de las discusiones  Archivado el 7 de octubre de 2008 en Wayback Machine..
En junio de 2006 la FSA propuso la creación de leyes que previnieran que comerciales sobre comida rápida dejaran de ser transmitidos por televisión antes de las 9pm. También pidieron la desasociación de los personajes de televisión y películas con la comida rápida y que las celebridades dejaran de aparecer en este tipo de comerciales . El impacto que tienen estas campañas es a menudo negado por las compañías de comida rápida y las cadenas de televisión que transmiten sus comerciales . Algunas cadenas han declarado también que una fuerte regularización reduciría los ingresos por comerciales y esto tendría un impacto negativo en la calidad de los programas infantiles que transmiten. En Suecia todo tipo de promoción enfocada a los niños menores de 12 años está prohibida, incluyendo los anuncios sobre comida rápida.
Al verse encarados con regulaciones más estrictas para la televisión, la radio y los anuncios impresos, muchas compañías de comida rápida han empezado a usar el marketing en Internet para alcanzar a sus clientes .
La exactitud de las imágenes de la comida que aparece en la publicidad de las compañías de comida rápida es frecuentemente cuestionada. El producto real a menudo se dice que tiene una calidad más pobre a la representada en la imagen .
El 3 de junio de 2004, KFC retiró en Estados Unidos los comerciales que aseguraban que "el pollo frito puede, de hecho, ser parte de una dieta saludable" después de alcanzar un acuerdo con la Comisión Federal de Comercio (FTC, en inglés) .
A menudo se presentan quejas sobre la publicidad de comida rápida con las autoridades de la publicidad, con miembros del público diciendo que la redacción es engañosa. No todas las quejas se mantienen. Por ejemplo, entre el 11 de septiembre de 2002 y el 24 de marzo de 2004, la a Autoridad de Estándares de Publicidad (ASA, en inglés) del Reino Unido ha investigado quejas acerca de seis anuncios de McDonald's, manteniéndose sólo dos de ellas. La ASA usó una de las quejas mantenidas como un caso de estudio .
En 2006 la Unión Europea aprobó una nueva ley que concierne el etiquetado de la comida – cualquier comida que tenga algún mensaje nutricional (como "bajo en grasas") debe también señalar que es alto en algo más ("alto en sal") si ese es el caso. Mientras que la comida rápida no se etiqueta tradicionalmente, esto puede tener un impacto en la publicidad .
En 2011, un estudio del Consejo Consultivo de Radio y Televisión (Perú) reveló que el 54% de la publicidad de alimentos emitida en televisión era de comida chatarra. Esta cifra se incrementaba hasta el 66% cuando se evaluaba solo la publicidad en programas dirigidos a niños .

## Patrocinio

### Deporte
Algunas compañías internacionales de comida rápida han patrocinado eventos deportivos, equipos o ligas. McDonald's es uno de los patrocinadores más grandes, con afiliaciones a la NHL, los Juegos Olímpicos y la Copa Mundial de la FIFA. Varias compañías, incluyendo a McDonald's, Burger King y Pizza Hut, también han patrocinado a equipos de NASCAR.
La ética del patrocinio de eventos deportivos por compañías de comida rápida ha sido cuestionada por expertos. Se ha comentado que las comidas y bebidas no saludables no deberían asociarse a actividades saludables y deportivas .

### Televisión
Algunas compañías de comida rápida patrocinan programas de televisión. Domino's Pizza ha patrocinado la transmisión de Los Simpson por Sky One en el Reino Unido por muchos años. En 2005, Pizza Hut patrocinó el mismo programa cuando era transmitido por Channel 4.

## Appetite Appeal

### Qué es
También conocida como el atractivo del apetito, se trata de una estrategia publicitaria utilizada para exhibir el esplendor y la exquisitez de cualquier alimento o bebida comercializada al público. Busca establecer un deseo de consumir en el comprador apelando a todos sus sentidos. Esta estrategia tiene la intención de destacar la apariencia física del producto hasta su punto más alto.
Muchas multinacionales como McDonald 's o Burguer King optan por diferentes maneras de presentar sus comidas para que estos sean lo más deseables posible.

### Dónde empieza
El appetite appeal se encuentra fuertemente relacionado con el marketing de cada producto y todos sus componentes (empaque, publicidad, promociones, presentación del producto ...). El paquete de cualquier producción siempre ha sido aceptado sin lugar a dudas, la sociedad ha creído en su fiabilidad sin ser cuestionada. Algunos años atrás, con la nueva perspectiva ecologista, se inició un cuestionamiento de su verificabilidad, lo que hasta ahora no se había producido.
Hoy en día se puede afirmar con toda seguridad que lo que se conoce como Packaging de todo producto no tiene sólo la función de protegerlo y facilitar su transporte, sino también tiene una gran responsabilidad económica. La presentación de la comida es determinante para la posible compra o no de la misma, condicionando también los hábitos de consumo de los usuarios de una sociedad. Como el libro de Steaven Heller afirma, "There is a war that many of us do not even Realice is being waged. Food packages are indeed weapons in an ongoing war to win consumer loyalty ".
Las promociones y descripciones de los productos son también una gran estrategia de muchas empresas para darse a conocer, haciendo que el público deje de consumir lo que hasta ahora habían comprado para probar una marca diferente. Sin embargo, un aspecto que influye de forma más notoria en el appetite appeal de los productos es la publicidad y los anuncios, más allá de las promociones (estas harán que el usuario compre el producto por su precio, no por su estética ).
La publicidad tiene como primer objetivo posicionar el producto ante los ojos de las personas, ya sea mediante la omnipresencia en las redes sociales o bien en los espacios físicos frecuentados por gente, entre otros. También tiene como función presentarlo de la mejor manera posible, no sólo físicamente, sino también emocionalmente. Busca crear el deseo en el espectador de obtenerlo. Más allá de la persuasión, las empresas buscan la seducción en el espectador, apelar a sus emociones. El objetivo es seducirlo para este sienta la necesidad de comer lo que se anuncia.

### Contexto tecnológico
El fenómeno apettite appeal se encuentra directamente relacionado con el contexto histórico que se vive en este siglo. Un período ligado al consumismo, rapidez y donde las primeras apariencias tienen una fuerte importancia.
Hay muchas empresas, como bien Mintel, que son agencias de inteligencia dedicadas a rastrear rutinariamente las tendencias que ayudan a pronosticar el futuro de los alimentos. En el caso de Mintel, contacta tanto con consumidores como con empresas alimentarias para proporcionar un análisis completo de los tipos de público y sus gustos, investigando todo el mercado para ayudar a las empresas a avanzar. El auge de las redes sociales y las tendencias móviles cada día cambia la manera en la que consumimos, hoy en día por ejemplo la comida en las redes está muy ligado a la acción de viajar. Lo podemos comprobar con la gran fama que la aplicación Testmade está ganando. Se trata de una app de vídeos de alimentos y viajes que sólo en un año (2015), llegó a más de 100 millones de visitas en su página de Facebook.
Otro rama del appetite appeal que ahora está empezando a crecer en las redes sociales es la unión entre los ahora conocidos como "influencers" y la industria alimentaria. Esta conexión tiene una doble función: primeramente el appetite appeal ayuda a mucha gente a ganar seguidores en las redes sociales, mostrando de la mejor manera (a veces con postproducción), las imágenes de lo que están comiendo y por otra parte, al hacer publicidad a las marcas que consumen, estas ganan nuevos clientes. Hoy en día la gente ya no confía tanto en las formas de vender de las multinacionales, ya que muchos conocen sus engaños publicitarios. Ahora creen más en el criterio de las personas consumidoras de algún producto. Esta forma actualizada de presentar el appetite appeal no se había visto nunca antes e irá evolucionando a lo largo del tiempo.
Según un experto en alimentos y bebidas de Mintel, a medida que avanza la tecnología, las técnicas de marketing sensorial de los alimentos se desarrollan de una forma más directa. Recientemente, Oscar Mayer ha creado una aplicación para Iphone que emitirá olor a tocino a través del aire a medida que va sonando el despertador. Otro ejemplo es la Junta de leche de California, creando paradas de autobús con olor a galletas. Este recurso sensorial lleva tiempo utilizándose en algunos establecimientos de grandes multinacionales, como Burguer King, por ejemplo con la emisión de aromas de algunos productos mediante el aire acondicionado. Este hecho ayuda a fomentar el consumismo y el atractivo de la comida que se sirve.

### Appetite Appealy la fotografía
Hay muchas maneras de anunciar los alimentos para que estos se presenten más apetitosos al público. La más utilizada es presentarlos en fotografías modificadas de diversa maneras para ensalzar sus cualidades.
La tecnología del audiovisual avanza día tras día, y paralelamente a ella se abre un abanico de posibilidades para que el medio condicione cada vez más el mensaje, hasta un punto que los consumidores ya no pueden saber lo que realmente están comprando con las imágenes publicidades de los productos.
Una de las maneras más utilizadas de presentar los alimentos a la sociedad es mediante el fotomontaje, con el que se pueden crear imágenes ficticias de comidas que no existen más allá de su fotografía. La gente que trabaja expresamente en este sector son conocidos como "estilista de comida". La mayoría de fotografías que hoy en día vemos de alimentos han sido pensadas con un ángulo determinado, una iluminación perfecta, el encuadre ideal y un fondo que puede ser o no real. Además, un recurso muy utilizado en el apetite appeal es emplear diferentes materiales para simular comida. Por ejemplo, muchos helados que vemos anunciados no son más que puré de patatas o espuma de afeitar pintados con aerógrafo y retocado mediante photoshop, entre muchos otros ejemplos. Otro sería la leche. Detrás de su presentación, en vez de tener el lácteo esconde pintura blanca, simulandolo. Estos y muchos más ejemplos son utilizados día a día para crear deliciosas comidas ficticias.
También se emplean otras maneras de presentar los productos que vemos anunciados día tras día, por ejemplo con dibujos realistas que imitan estos o bien mediante programas sofisticados que, empleando un largo sistema de algoritmos, crean formas y volúmenes que imitan los de cualquier plato delicioso.
Los softwares que día a día se desarrollan de manera más compleja facilitan el engaño que muchas multinacionales presentan a la sociedad como verdadero. Cada vez la diferencia entre lo que se anuncia y lo que se ofrece realmente es mayor, y paralelamente a este hecho, los individuos se cuestionan más la fiabilidad y verificabilidad tanto de la publicidad como de la fotografía en sí.